# Hermann Bachmaier
Hermann Bachmaier (* 5. Juli 1939 in Crailsheim; † 14. Juli 2023)  war ein deutscher Politiker (SPD) und Rechtsanwalt. Er war von 1983 bis 2005 Mitglied des Deutschen Bundestages und dort seit 1998 Justiziar der SPD-Bundestagsfraktion.  Bachmaier vertrat den Wahlkreis Schwäbisch Hall – Hohenlohe im Bundestag und wurde stets über die Landesliste der SPD Baden-Württemberg ins Parlament gewählt.

## Leben und Beruf
Nach dem Abitur studierte Hermann Bachmaier Geschichte, Politik und Rechtswissenschaften an der Eberhard Karls Universität in Tübingen und an der Ruprecht-Karls-Universität in Heidelberg. Nach dem zweiten juristischen Staatsexamen gründete er in seiner Heimatstadt Crailsheim eine Rechtsanwaltskanzlei.
Neben seiner Parteimitgliedschaft war Bachmaier auch Mitglied der Gewerkschaft ver.di (früher Gewerkschaft Handel, Banken und Versicherungen), der Arbeiterwohlfahrt und des deutschen Anwaltvereins.

## Politische Ämter
1969 trat Hermann Bachmaier in die SPD ein. Mitglied des Bundestags wurde er erstmals in dessen zehnter Wahlperiode 1983. Insgesamt gehörte Hermann Bachmaier dem deutschen Bundestag 22 Jahre beziehungsweise 6 Legislaturperioden von 1983 bis 2005 an.
Bis 1998 war er stellvertretender rechtspolitischer Sprecher der SPD-Fraktion im Bundestag. 
Von Oktober 1988 bis 1990 war er Vorsitzender des Atomskandal-Untersuchungsausschusses im Bundestag. Von April 1995 bis Juni 1998 war Bachmaier Sprecher der SPD-Fraktion im Plutonium-Untersuchungsausschuss sowie von November 1998 bis zu seinem Ausscheiden aus dem Bundestag 2005 stellvertretender Vorsitzender des Rechtsausschusses und Justitiar der SPD-Bundestagsfraktion.
In seiner letzten Wahlperiode als Mitglied im Bundestag (2002 bis 2005) war er stellvertretender Vorsitzender des  Rechtsausschusses. Des Weiteren war er ordentliches Mitglied in folgenden Ausschüssen und Gremien:
- Geschäftsordnungsausschuss
- Wahlprüfungsausschuss
- Gremium gemäß § 41 Abs. 5 des Außenwirtschaftsgesetzes
- Parlamentarisches Kontrollgremium
- Bundesstaatskommission

Von 2006 bis 2011 war er außerdem Mitglied im Nationalen Normenkontrollrat.